# جانگ هیون سونگ
جانگ هیون سونگ (کره‌ای: 장현승؛ زادهٔ ۳ سپتامبر ۱۹۸۹) که به‌طور حرفه‌ای با نام هیون‌سونگ (کره‌ای: 현승) شناخته می‌شود، خواننده اهل کره جنوبی است. او عضو گروه پسرانهٔ هایلایت بود.